# EVV Eindhoven in het seizoen 1956/57
Het seizoen 1956/1957 was het derde jaar in het bestaan van de Eindhovense betaaldvoetbalclub Eindhoven. De club kwam uit in de Eredivisie en eindigde daarin op de 18e plaats, dit betekende dat de club rechtstreeks degradeerde naar de Eerste divisie. Tevens deed de club mee aan het toernooi om de KNVB Beker, hierin werd in de derde ronde verloren van Helmondia '55 (1–2).

## Wedstrijdstatistieken

### Eredivisie
|       | Ajax  | Amsterdam | BVV   | DOS   | Elinkwijk | Sportclub Enschede | Feijenoord | Fortuna '54 | GVAV  | MVV   | NAC   | NOAD  | PSV   | Rapid JC | Sparta | VVV   | Willem II |
| ----- | ----- | --------- | ----- | ----- | --------- | ------------------ | ---------- | ----------- | ----- | ----- | ----- | ----- | ----- | -------- | ------ | ----- | --------- |
| Thuis | 0 – 3 | 1 – 1     | 2 – 3 | 0 – 1 | 1 – 0     | 3 – 2              | 0 – 1      | 1 – 5       | 1 – 1 | 0 – 3 | 2 – 2 | 3 – 1 | 0 – 2 | 0 – 2    | 3 – 2  | 0 – 2 | 2 – 3     |
| Uit   | 3 – 1 | 2 – 1     | 1 – 3 | 0 – 1 | 5 – 2     | 6 – 1              | 4 – 0      | 4 – 1       | 1 – 1 | 3 – 0 | 0 – 1 | 2 – 0 | 7 – 4 | 0 – 1    | 6 – 0  | 2 – 1 | 3 – 2     |

### KNVB Beker
| 1e ronde                                            | Gemert                            | 1 – 9 (1 – 3) | Eindhoven |
| 19 augustus 1956 Plaats: Gemert Sportpark VV Gemert | Hans van Wetten                   |               | 15', 30' Toon Feijen 28', 80' Jan Sanders 50' Dick Snoek Wim Lubse 75' Onbekend 77' Huub Tielens 90' Onbekend |
| 2e ronde                                            | IVO                               | 2 – 6 (2 – 3) | Eindhoven |
| 16 september 1956 Plaats: Velden Sportpark IVO      | Aerdts 2' Tun Steegh 15'          |               | 25', 67' Toon Feijen 28' Jan Louwers 43' Frans Tebak 65' Dick Snoek 89' Jan Sanders                           |
| 3e ronde                                            | Helmondia '55                     | 2 – 1 (1 – 1) | Eindhoven |
| 26 december 1956 Plaats: Helmond De Braak           | Hennie Hollink 7' Noud Jetten 48' |               | 2' Dick Snoek                                                                                                 |

## Statistieken Eindhoven 1956/1957

### Eindstand Eindhoven in de Nederlandse Eredivisie 1956 / 1957
| Stand | Gespeeld | Gewonnen | Gelijk | Verloren | Punten | Doelpunten voor | Doelpunten tegen |
| ----- | -------- | -------- | ------ | -------- | ------ | --------------- | ---------------- |
| 18e   | 34       | 8        | 4      | 22       | 20     | 39              | 83               |

### Topscorers
| #      | Naam               | Goal |
| ------ | ------------------ | ---- |
| 1.     | Jan Louwers        | 10   |
| 1.     | Huub Tielens       | 10   |
| 3.     | Dick Snoek         | 3    |
| 3.     | Sjaak Verspeek     | 3    |
| 5.     | Wim Lubse          | 2    |
| 5.     | Piet van Rooij     | 2    |
| 5.     | Frans Tebak        | 2    |
| 8.     | Toon Feijen        | 1    |
| 8.     | Jan Hertogh        | 1    |
| 8.     | Frans van Kemenade | 1    |
| 8.     | Jan Sanders        | 1    |
| 8.     | Willy Slaats       | 1    |
| 8.     | Wim Verhoeven      | 1    |
| 8.     | Cor Vlemmix        | 1    |
| Totaal | Totaal             | 39   |

| #                    | Naam                    | Goal |
| -------------------- | ----------------------- | ---- |
| 1.                   | Toon Feijen             | 4    |
| 2.                   | Jan Sanders             | 3    |
| 2.                   | Dick Snoek              | 3    |
| 4.                   | Jan Louwers             | 1    |
| 4.                   | Wim Lubse               | 1    |
| 4.                   | Frans Tebak             | 1    |
| 4.                   | Huub Tielens            | 1    |
| Onbekende doelpunten |                         |      |
| –                    | Onbekend (tegen Gemert) | 2    |
| Totaal               | Totaal                  | 16   |

## Voetnoten
Ajax ·
Amsterdam ·
BVV ·
DOS ·
Eindhoven ·
Elinkwijk ·
Sportclub Enschede ·
Feijenoord ·
Fortuna '54 ·
GVAV ·
MVV ·
NAC ·
NOAD ·
PSV ·
Rapid JC ·
Sparta ·
VVV ·
Willem II